# Блоккополімер
Блоккополіме́р (рос. блоккополимер, блоксополимер; англ. block copolymer; нім. Blockkopolymer(es), Blockmischpolymer(es), Blockmischpolymerisat, Blockkopolymerisat) — лінійний полімер, макромолекули якого містять два чи більше види блоків, сполучених лінійно, напр. ААААААА-ВВВВВВВ-ААААААА-.
Блоккополімери знаходять застосування в полімерних композиційних матеріалах, які використовуються, зокрема, при експлуатації та ремонті гірничошахтного устаткування.